# Kabinett Doumergue I

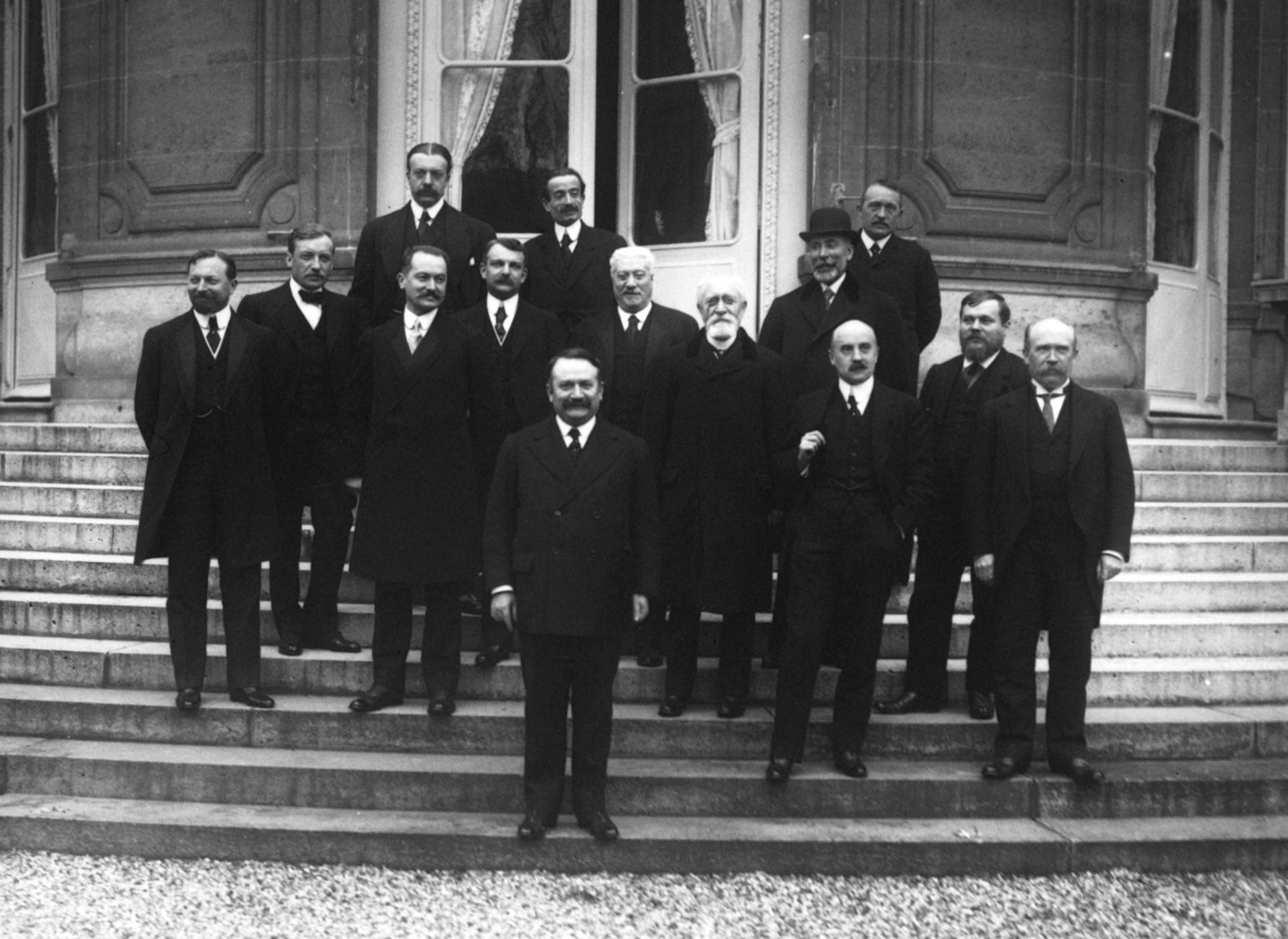
Kabinett Gaston Doumergue I 1913

Das erste Kabinett Doumergue war eine Regierung der Dritten Französischen Republik. Es wurde am 2. Dezember 1913 von Premierminister (Président du Conseil) Gaston Doumergue gebildet und löste das Kabinett Barthou ab. Es blieb bis zum 2. Juni 1914 im Amt und wurde vom Kabinett Ribot IV abgelöst.
Dem Kabinett gehörten Minister folgender Parteien an: Radicaux indépendants (RI), Parti républicain, radical et radical-socialiste (PRRRS), Parti républicain-socialiste (PRS), Parti républicain démocratique (PRD).

## Kabinett
Dem Kabinett gehörten folgende Minister an:
- Premierminister: Gaston Doumergue (PRRRS)
- Außenminister: Gaston Doumergue
- Kriegsminister: Joseph Noulens (PRRRS)
- Minister für öffentlichen Unterricht und Kunst: René Viviani (PRS)
- Minister des Inneren: René Renoult (PRRRS)
  - ab 17. März 1914: Louis Malvy (PRRRS)
- Justizminister: Jean-Baptiste Bienvenu-Martin (PRRRS)
- Minister für Marine: Ernest Monis (PRRRS)
  - ab 20. März 1914: Armand Gauthier[1] (PRRRS)
- Landwirtschaftsminister: Maurice Raynaud[2] (PRRRS)
- Finanzen: Joseph Caillaux (PRRRS)
  - ab 17. März 1914: René Renoult
- Minister für öffentliche Arbeiten: Fernand David[3] (RI)
- Minister für Handel, Industrie, Post und Telegraphie: Louis Malvy
  - ab 17. März 1914: Raoul Péret (PRD)
- Minister für die Kolonien: Albert Lebrun (PRD)
- Minister für Arbeit und Sozialfürsorge: Albert Métin[4] (PRRRS)

### Unterstaatssekretäre
Dem Kabinett gehörten folgende Sous-secrétaires d’État an:
- Kriegsministerium: André Maginot (PRD)
- Schöne Künste: Paul Jacquier[5] (PRRRS)
- Innenministerium (9.12.13 – 17.3.14): Raoul Péret
- Marineministerium: Maurice Ajam[6] (PRRRS)

## Historische Einordnung
Am 31. Dezember 1913 wurde das Gesetz über die Monuments historiques erlassen.
Das Kabinett setzte die dreijährige Militärzeit um – wozu unter anderem Aristide Briand und Louis Barthou mit der Fédération des gauches (Föderation der Linken) eine eigene Unterstützungsgruppe gegründet hatten. Allerdings stimmten am 23. Mai 1914 über 300 linke Abgeordnete für eine Resolution, dass sie keine Regierung unterstützen könnten, die das Militärgesetz nicht wieder abzuschaffe.
Die Regierung bereitete die Einkommensteuerreform Caillaux’ vor (die dann im Nachfolgekabinett verabschiedet wurde, da sie am 25. Februar 1914 im Senat scheiterte). Caillaux selbst musste zurücktreten, nachdem seine Frau den Zeitungsverleger Gaston Calmette erschossen hatte.
Die Wahlen von April und Mai 1914 brachten den Regierungsparteien mit 423 von 602 Sitzen eine deutliche Mehrheit in der Abgeordnetenkammer ein. Dabei errang mit Blaise Diagne der erste afrikanische Politiker in der Abgeordnetenkammer einen Sitz.